# Dimentico tutto
Dimentico tutto – singel Emmy Marrone, wydany 21 czerwca 2013, pochodzący z albumu Schiena. Utwór napisał Nesli, a skomponowali go Nesli i Niccolò Bolchi. Za produkcję nagrania odpowiadał Brando.
Singel znalazł się na 12. miejscu na oficjalnej włoskiej liście sprzedaży i sprzedał się w nakładzie ponad 30 tysięcy kopii, za co otrzymał platynowy certyfikat. W klasyfikacji rocznej utwór uplasował się na 45. miejscu najlepiej sprzedających się singli we Włoszech w 2013 roku.
Teledysk do kompozycji został wyreżyserowany przez Luca Tartaglia, a jego premiera odbyła się 22 czerwca 2013 w serwisie YouTube na oficjalnym kanale artystki.

## Notowania

### Pozycja na tygodniowej liście sprzedaży
| Kraj   | Notowanie (2013) | Najwyższa pozycja | Certyfikat | Sprzedaż |
| ------ | ---------------- | ----------------- | ---------- | -------- |
| Włochy | FIMI             | 12                | platyna    | 30 000+  |

### Pozycja na rocznej liście sprzedaży
| Kraj   | Notowanie (2013) | Pozycja |
| ------ | ---------------- | ------- |
| Włochy | FIMI             | 45      |